# Широкоформатная киносистема НИКФИ
Широкоформатная система НИКФИ — широкоформатная кинематографическая система, основанная на использовании поперечного кадра на перфорированной киноплёнке шириной 70 мм и сферических (аксиально-симметричных) объективов. Эта система была известна в мире под названием Sovscope-70 и использовалась в СССР и странах социалистического блока, в том числе под названием DEFA-70.

## Историческая справка
Как и все иностранные аналоги, советская широкоформатная киносистема разрабатывалась в качестве альтернативы слишком сложной «Кинопанорамы» с присущими ей неустранимыми недостатками.
В 1956 году в Советском Союзе коллективом НИКФИ совместно с киностудией «Мосфильм» под руководством Е. М. Голдовского была разработана система широкоформатного кино, основанная на западных 70-мм системах «Тодд-АО» и «Супер Панавижн 70», но в отличие от них использовавшая 70-мм киноплёнку по ГОСТ 11272-78 как для съёмки негатива, так и для изготовления фильмокопий. Такое решение позволило использовать однотипную подложку для всех сортов киноплёнки, а также унифицировать большинство узлов и деталей съёмочной, копировальной, проявочной и проекционной аппаратуры. Кроме того, отечественный формат не рассчитан на искривлённые экраны «синерамного» типа — он предусматривал использование только плоских экранов шириной до 0,6 длины кинозала.
Создание собственной широкоформатной системы было для СССР вопросом престижа, поэтому необходимая линейка аппаратуры была разработана в короткие сроки. Для съёмки первого широкоформатного фильма «Повесть пламенных лет» в МКБК был создан павильонный киносъёмочный аппарат 70СК, а вслед за ним — скоростной аппарат для комбинированных съёмок 70КСК. В 1961 году был создан ручной широкоформатный киносъёмочный аппарат 1КСШР, а позднее — в 1966 году — павильонный аппарат «Россия» 1СШС. Единственный экземпляр этой камеры был специально изготовлен для съёмок киноэпопеи «Война и мир», а после этого использовался ещё для нескольких фильмов. Все широкоформатные камеры были оснащены зеркальным обтюратором и системой сквозного визирования. В 1973 году линейку пополнила натурная камера «Берёзка» 1СШН. Для комбинированных съёмок по методу «блуждающей маски» с инфраэкраном создан аппарат «Маска-70» 1КФШ. Специально для фильма «Через тернии к звёздам» была сконструирована камера для подводной съёмки. В некоторых случаях для съёмки применялись аппараты производства фирм «Митчелл» (англ. Mitchell) и «Панавижн» (англ. Panavision), допускающие использование 70-мм негативной киноплёнки.
Специально для съёмки на широкоформатный кадр создана совершенно новая линейка киносъёмочной оптики, в том числе сверхширокоугольные объективы «Киноруссар» конструкции М. Русинова. Кинопроекторы для демонстрации широкоформатных фильмокопий, проектировались двухформатными, то есть пригодными как для 70-мм киноплёнки, так и для 35-мм фильмов. Это достигалось за счёт применения фильмового канала специальной конструкции и зубчатых барабанов с четырьмя рядами зубьев на венцах двух разных диаметров. Два внутренних ряда зубьев использовались для 35-мм киноплёнки, а внешние — для 70-мм. Основными типами широкоформатных кинопроекторов были «КП-15» и «КП-30», а также их модификации. Проектор «КП-50» считается самым мощным в мире, обеспечивая световой поток 50 000 люмен при помощи дуговой лампы с током 200 ампер. Из примерно 20 выпущенных экземпляров 4 были установлены в Кремлёвском Дворце съездов.

## Техническое описание
Шаг кадра, как у большинства иностранных аналогов, составляет 5 перфораций при стандартной частоте съёмки и проекции 24 кадра в секунду.
Кадровое окно киносъёмочного аппарата имеет размеры 51,3 × 23,0 мм по ГОСТ 25704-83, а полезный проецируемый на экран кадр составляет 48,59 × 22 мм площадью 1067 мм². Соотношение сторон изображения на экране — 2,2:1 — меньше, чем у негатива за счёт срезания кадра по бокам для магнитной фонограммы. В случае печати 35-мм широкоэкранных фильмокопий ширина кадра негатива используется полностью. Система НИКФИ является как производственным, так и прокатным форматом, то есть с негатива возможна контактная печать позитива этого же формата, например с помощью кинокопировального аппарата «23ШТК—1». Благодаря применению одинаковой позитивной киноплёнки и близких размеров кадра советский стандарт был совместим с западными аналогами, что позволяло производить обмен кинофильмами и экспорт советских фильмов за рубеж.
Стандарт позволял переводить широкоформатные фильмы в широкоэкранные на плёнке 35 мм, панорамные на трёх плёнках, и с классическим кадром на плёнках 35, 16 и 8-мм с пансканированием. Некоторые фильмы, снятые по широкоэкранной системе на 35-мм киноплёнке, перепечатывались с увеличением на широкоформатные фильмокопии, предназначенные для специализированных кинотеатров. Для этих целей был создан специальный кинокопировальный аппарат оптической печати «23МТО—1». Такая технология, широко применявшаяся и за рубежом, называется в иностранных источниках англ. Blow-Up, и предусматривает создание псевдостереофонической шестиканальной фонограммы микшированием исходной одноканальной. С улучшением фотографического качества негативных киноплёнок, технология производства широкоформатных фильмов, снимаемых на 35-мм анаморфированный негатив, стала повсеместной. При этом запись исходных фонограмм производилась с расчётом на получение многоканального звука широкоформатной фильмокопии.

### Разновидности фонограммы
Большинство фильмокопий формата НИКФИ снабжались магнитной совмещённой фонограммой на четырёх дорожках, наносившихся на киноплёнку со стороны подложки после лабораторной обработки. На двух дорожках, расположенных между изображением и перфорацией, записывалось по одному каналу, а на двух более широких, размещённых на внешних кромках киноплёнки, ещё четыре. Номера и назначение каналов совпадали с американским форматом «Тодд-АО», позволяя производить международный обмен фильмами. Пять каналов использовались для раздельной записи звука, воспроизводимого пятью акустическими системами, расположенными за экраном в ряд. Шестой канал содержал звуковые эффекты и управляющие метки переключения дополнительных громкоговорителей, расположенных по бокам зала и с тыла. Первые годы эксплуатации системы часть фильмокопий выпускалась с девятиканальным звуком на отдельной 35-мм магнитной ленте по стандарту системы «Кинопанорама».
Оба вида фонограмм позволяли получить объёмный звук, следующий за изображением его источников на экране.
К середине 1980-х годов были разработаны две новых системы шестиканальной совмещённой фонограммы — «Суперфон-70» (ПК-70) и «Стереозвук 3+2+1». Вторая система, созданная на киностудии имени М. Горького, была совместима с существующими кинотеатрами, а после их незначительной доработки обеспечивала повышенную объёмность звука. Из пяти каналов для заэкранных громкоговорителей были задействованы только три, а два освободившихся выводились на акустические системы, установленные на стенах по бокам зала. Звук шестого низкочастотного канала воспроизводился двумя динамиками, расположенными за экраном на местах второго и четвёртого каналов стандартной системы. Общее расположение громкоговорителей было аналогично системе «Dolby Baby Boom». С 1984 года фонограммы всех широкоформатных картин, снятых на киностудии имени Горького, записывались только в этом стандарте. Впервые система опробована в картине «Семь стихий». В 1985 году оборудованием «Стереозвук 3+2+1» был оснащён московский кинотеатр «Космос».
Новый стандарт был внедрён в массовый прокат, в отличие от системы «Суперфон-70», совместно разработанной лабораторией электроакустики НИКФИ, НПО «Экран» и киностудией «Мосфильм». Эта система использована для создания фонограммы всего трёх фильмов: «Битва за Москву», «Там, где нас нет» и «Прорыв». Из двух низкочастотных эффектных каналов в этой системе остался один, а вместо второго записывался дополнительный канал звукового окружения. Система совместима с западной «Dolby Stereo 70» (Dolby Split Surround). Впервые такая фонограмма использована в киноэпопее «Битва за Москву». Из-за сложности оборудования и высокой стоимости акустических систем стандарт «Суперфон-70» был пригоден для демонстрации только в трёх специально оборудованных залах: «Россия» и «Октябрь» в Москве и в киноцентре «Ленинград» в Ленинграде. Массовое внедрение системы было запланировано на 1990 год, но в новых условиях самоокупаемости киносети так и осталось на стадии проекта.

## Использование
За период с 1960 по 1989 год на советских киностудиях было снято 162 игровых полнометражных фильма по широкоформатной системе НИКФИ, больше, чем в других странах мира. Это такие фильмы, как «Туманность Андромеды» (1967), «Чайковский» (1969), «Бег» (1970), «Освобождение» (1972), «Дерсу Узала» (1975), «Табор уходит в небо» (1975), «Чёрная берёза» (1977), «Забудьте слово «смерть»» (1979), «Лес» (1980), «34-й скорый» (1981), «Душа» (1981), «На помощь, братцы!» (1988) и многие другие. К 1983 году в СССР уже действовали 875 широкоформатных кинотеатров. Для массового кинопроката, не оснащённого широкоформатной проекцией, с широкого негатива при помощи оптической печати изготавливались 35-мм широкоэкранные и обычные прокатные копии.
Обратный процесс печати широкоформатных фильмокопий с 35-мм широкоэкранного анаморфированного негатива получил название «Blow Up» (увеличение). Такие «увеличенные» фильмокопии снабжались шестиканальной магнитной фонограммой и предназначались для показа в крупных кинотеатрах. Широкоформатные кинопроекторы за счёт большого размера кадрового окна способны обеспечивать световой поток, вдвое превосходящий получаемый при помощи широкоэкранных. В результате яркое изображение высокого качества выводилось на большие экраны шириной до 0,6 длины кинозала. Кроме того, качество многоканального звука на 70-мм плёнке значительно превосходило наиболее распространённую в те годы аналоговую оптическую фонограмму широкоэкранных фильмокопий. Незадолго до распада СССР советский кинематограф отказался от съёмки в широком формате, и большинство широкоформатных фильмокопий печатались оптическим способом с негатива меньших форматов. Это отражало общемировую тенденцию отказа от дорогостоящих съёмочных форматов в пользу 35-мм киноплёнки.
Первыми «увеличенными» фильмами в СССР стали «Ленин в Польше» и «Хевсурская баллада». Последним — «Сталинград» Юрия Озерова. За разработку технологии советской делегации на VII конгрессе УНИАТЕК присуждён специальный диплом.
С появлением универсального формата кадра, пригодного для печати в разных системах, получила распространение съёмка широкоформатных фильмов на такой негатив. Впоследствии в советском кинопрокате появилось свыше ста «увеличенных» фильмов на плёнке 70-мм («Экипаж», «Тегеран-43», «Они сражались за Родину», «Соблазн», «Слово для защиты», «Красные дипкурьеры», «Хозяин тайги», «Человек с бульвара Капуцинов» и многие другие). С середины 1980-х годов в СССР отказались от печати широкоформатных фильмокопий с промежуточных контратипов в связи с отсутствием потребности в больших тиражах. Фильмы печатались преимущественно с оригинального негатива, что особенно важно при увеличении с меньших форматов «Широкий экран» или «УФК».
Негатив выдерживал печать небольшого количества копий, становясь непригодным для повторного тиражирования. Вместо него для архивного хранения использовался мастер-позитив без механических склеек. Однако в отличие от зарубежных стран, отказавшихся от широкоформатной съёмки уже в середине 1970-х, советские высокобюджетные фильмы продолжали сниматься на негатив 70-мм до конца 1980-х, благодаря экономическим особенностям советского кинематографа. Последним советским широкоформатным фильмом стала картина «Сирано де Бержерак» Наума Бирмана.
В настоящее время система Sovscope-70 не используется, уступив место совместимым стандартам SMPTE 0215-1995, SMPTE 0152-2003 и ISO 2467:2004, регламентирующим параметры современного широкоформатного кинематографа.
На основе 70-мм формата, был также разработан стандарт съёмки 3D-фильмов «Стерео-70», использующий такую же киноплёнку и незначительно модифицированное оборудование. В этом формате стереопара снималась на два кадра с классическим соотношением сторон 1,37:1, расположенных горизонтально на одной плёнке 70 мм. Качество изображения такого кинофильма сопоставимо с «плоским» фильмом обычного формата. В настоящее время съёмочная оптика, разработанная на основе системы «Стерео-70» используется для съёмки по цифровой технологии. Некоторые цифровые кинокамеры с сенсором, эквивалентным негативу 65-мм оснащаются сменными стереоблоками «Зепар», разработанными в МКБК на основе конструктивных решений «Стерео-70».